# 奈良電気鉄道デハボ1300形電車
奈良電気鉄道デハボ1300形電車（ならでんきてつどうデハボ1300がたでんしゃ）とは、奈良電気鉄道（奈良電）が保有した電車の1形式である。

## 概要
1950年代中盤、奈良電では戦中戦後の酷使で疲弊した旅客車両の修繕や更新に追われる一方で、貨物営業の廃止により在籍していた電動貨車が余剰を来す状況にあった。そこで、余剰となったデトボ351とデワボ501の2両の電動貨車の電装品や台車を流用、これに全金属製の軽量車体を新製して組み合わせることで、16m級の電動客車2両を製造することとなった。
こうして、1957年3月に名古屋の日本車輌製造でデハボ1300形1301・1302の2両が製造された。

## 車体
車体長15,500mm、全長16,200mm、車体幅2,500mm、最大幅2,550mm、片引き式の客用扉幅が1,100mmの2扉16m級で、窓の上下に補強帯が露出しないノーシル・ノーヘッダー構造とした、平滑な外観の全金属製軽量車体を備える。
その設計については、同じく日本車輌製造が製造を担当した遠州鉄道向け車両の図面を流用したという説が存在する。
窓配置はd1(1)D5D(1)1（d：乗務員扉、D：客用扉、(1)：戸袋窓、数字：側窓数）で、側窓は戸袋を含め幅900mm、高さ940mmの2段上昇式スチールサッシ（戸袋のみ1枚窓）を備え、下段に1本の保護棒を取り付けている。
一端に置かれた運転台は車掌台側をパイプ仕切りとした半室式で、運転台側妻面は設計当時に流行していた、俗に「湘南顔」と呼ばれる国鉄80系電車を模した非貫通流線型2枚窓構成を採用し、連結面側は中央に900mm幅の貫通路を設置する切妻構成としている。
前照灯は屋根中央に白熱電球を1灯備え、尾灯は腰板左右に各1灯、外付け式のものを取り付けている。
座席はロングシート、屋根上の通風器はガーランド式である。
車体の塗装は製造当時の奈良電の標準色である窓上クリーム、窓下グリーンのツートンカラーである。

## 主要機器
奈良電開業時のデワボ500形に由来する機器を流用したため比較的低出力の電動機を備え、そのため全電動車方式を採用している。

### 主電動機
端子電圧500V時定格出力55kWの東洋電機製造TDK-31Tを吊り掛け式で各台車に2基ずつ計4基装架する。歯数比は21:54=2.57である。

### 制御器
東洋電機製造製ES電動カム軸式制御器を搭載する。

### 集電装置
デハボ1301は京都寄りに、デハボ1302は奈良寄りに、それぞれ東洋電機製造PT-35S菱枠パンタグラフを各1基搭載する。

### 台車
両形式共に扶桑金属工業78A-32-B2を装着する。これは型番からも明らかなようにボールドウィンA形に由来する形鋼組み立て式釣り合い梁式台車である。

### ブレーキ
種車はウェスティングハウス・エアブレーキ純正のF三動弁による電動貨車用のAMF自動空気ブレーキを搭載したが、本形式は日本エヤーブレーキ製M三動弁によるAMM自動空気ブレーキを搭載する。

### 連結器
連結面間は衝動が少なく乗り心地のよい日本製鋼所製密着自動連結器を採用、運転台側は種車から流用したとみられるシャロン式自動連結器を装着する。

## 運用

### 奈良電気鉄道時代
普通列車用として全線で運用された。
奈良電の近鉄への合併直前に前照灯直下の幕板と屋根の接合部付近に雨樋を新設、さらに塗装が近鉄800・820系と同様のマルーン1色に変更された。台車の関係か走行時の縦揺れがひどく、乗務員の間では「ホッピングカー」と呼ばれていたという。

### 近鉄時代

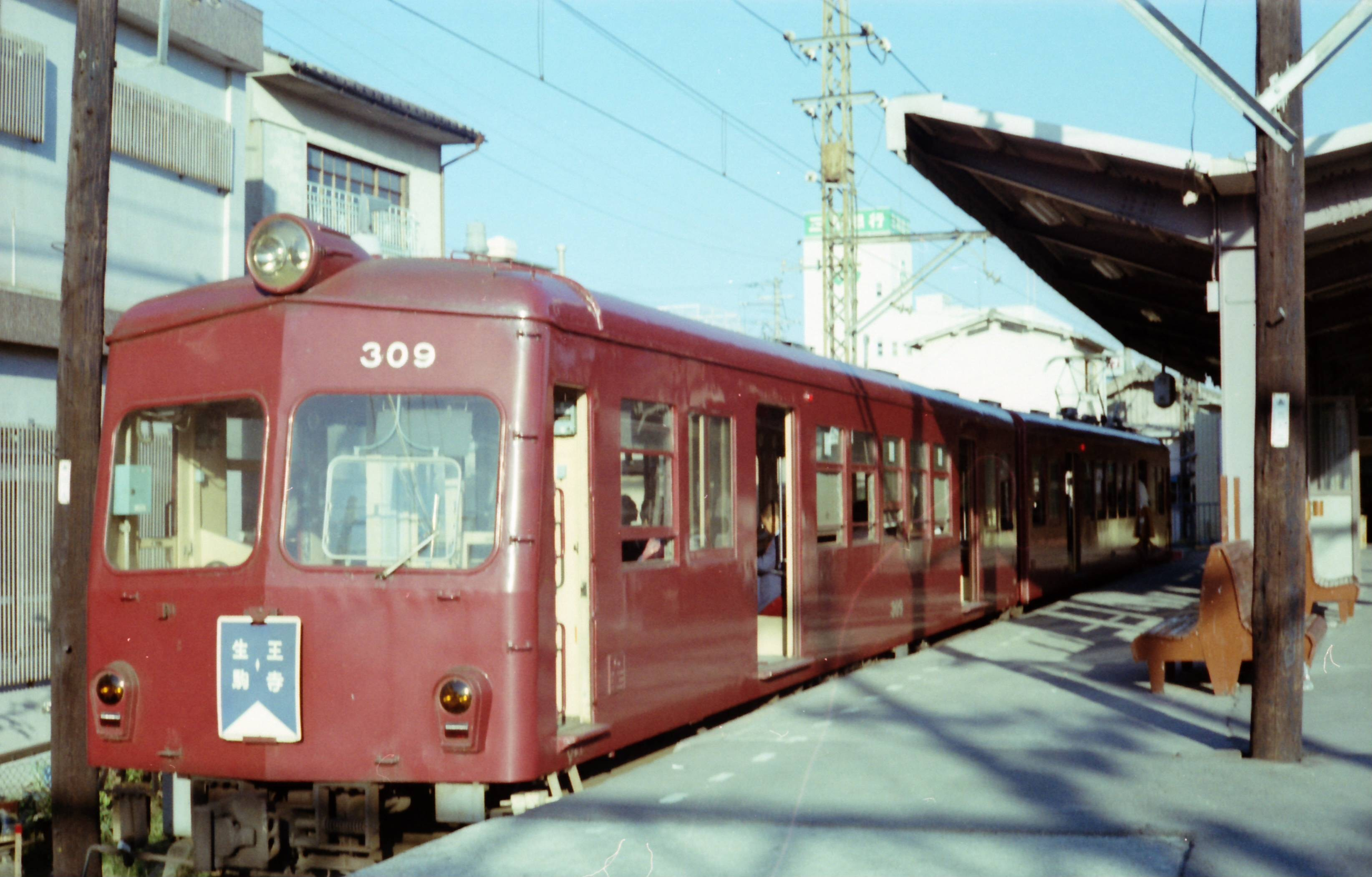
近鉄合併後のク309 + モ409

近鉄編入に伴い、本形式は一旦モ455形455・456に改番された。
その後1964年にモ455（旧デハボ1301）の台車・主電動機を住友金属工業96A43BC1と東洋電機製造TDK-542-Aに交換、大幅な出力アップを実現した。これらはいずれも本来は参宮急行電鉄デニ2000形2000 - 2007が新造から戦時中のモニ6251形への改造まで装着していたものと考えられている。これに伴いモ456（旧デハボ1302）は電装解除されて制御車のク355へ改造、台車も余剰品と見られる扶桑金属工業KS-33Lに交換されている。
なお、これらの改造の際に2両ともブレーキ力を強化するため、A動作弁に増幅用の中継弁を併用するARブレーキへ改造されている。
1964年から1969年の間は、奈良電時代と同様に新田辺車庫配置のまま、モ430形（旧デハボ1000形）を併結した3両編成で普通電車に重用された。
その後、1969年に実施された京都・橿原線架線電圧の昇圧工事の際には、車体が新しく十分継続使用に耐えるものであったことから昇圧工事の対象車となった。この際、形式称号と車両番号の整理が実施され、本形式は2両編成であったことから400系に編入、それぞれモ455→モ409とク355→ク309に改番された。さらに機器の更新も実施され、昇圧に耐えられない主制御器を三菱電機AB-194-15Hへ交換、主電動機は元々直流1,500V用であったことからそのまま流用された。
さらに8000系以降の大型車の増備が進んで600系や400系の廃車が進行するようになると、共通部品を使用する車両がなく保守が難しくなりつつあった主電動機を600系廃車発生品の三菱電機MB-213AFへ交換、ク309の台車もモ460形462・463の廃車で余剰となった近畿車輛KD-46金属ばねシュリーレン式台車へ交換している。
その一方で、保安度向上のため前照灯を元々の灯具のままでシールドビーム2灯式に改造、尾灯についても8000系用と共通の標識灯を内蔵したものに変更、踏切事故の際のATS車上子保護対策として排障器（スカート）の追加設置も実施している。
昇圧後は生駒・田原本線といった支線区を中心に使用されていた。
生駒線ではラッシュ時に400系を2編成連結した4両編成での運用が存在し、また田原本線でも入出庫の送り込みに回送（一時客扱い時期あり）で400系を2編成連結した4両編成が存在したが、運転台側妻面が非貫通構造であったためか、この409編成は他の400系各編成と連結して4両編成で運用されることはなかった。
車体の老朽化で他の400系各編成は1977年までに廃車となったが、409編成は車体の経年が1977年の段階で20年と800系よりも新しかったことからその後も残され、主に生駒線で800系・820系などと混用された。しかし、その後車体と機器の双方について老朽化が進行していたことや、冷房改造が困難であったことと、非貫通のため他系列の併結ができなかったことから新造後30年を迎える1987年に廃車、そのまま2両とも解体された。
そのため2両とも現存しない。